# Loek Brons
Loek Brons (Velp, 21 juni 1932 – Heteren, 20 juni 2016), was een Nederlandse textielhandelaar en kunsthandelaar.
Hij was oprichter van een onderneming die groot werd in de verkoop van textiel, op het hoogtepunt van de onderneming waren er over heel Nederland verspreid 170 textielsupermarkten. Hij hertrouwde met Miep Brons die hij had leren kennen toen zij een baan kreeg als verkoopster in een van zijn vestigingen. Uit een eerder huwelijk had Loek Brons vijf kinderen.
Naderhand verkocht hij in 1981 alle zaken aan zijn concurrent Jan Zeeman en ging hij kunstgeschiedenis studeren waarin hij in afstudeerde, waarna hij zich ging toeleggen op het verzamelen van kunst en later ook verkoop hiervan in zijn nieuwe onderneming Loek Brons Kunsthandel.
Zijn interessegebied was vooral voor Nederlandse figuratieve kunst, magisch realisme, waaronder schilderijen waren van de kunstenaars Carel Willink, Pyke Koch, Jan Mankes en Raoul Hynckes. Ook het realisme en surrealisme hadden zijn interesse zoals die beoefend zijn door Henk Helmantel, Evert Thielen en J.H. Moesman.